# 杏山街道 (锦州市)
杏山街道，是中华人民共和国辽宁省锦州市太和区下辖的一个乡镇级行政单位。

## 行政区划
杏山街道下辖以下地区：
七里河村、梁屯村、下家甸子村、杏山村、四家子村、庞屯村、三道壕村、陆屯村和安子山村。